# Luca Zanatta
Luca Elia Zanatta (Pieve di Cadore, 15 maggio 1991) è un hockeista su ghiaccio italiano, milita come difensore nell'Hockey Club Val Pusteria, squadra della ICE Hockey League, e nella Nazionale italiana.

## Biografia
Luca Zanatta è figlio e fratello d'arte: il padre è Ivano Zanatta, allenatore ed ex giocatore. Il fratello maggiore Michael e il minore Alessandro sono ex giocatori professionisti. È in possesso della licenza svizzera.

## Carriera

### Club
Luca Zanatta crebbe hockeisticamente nelle giovanili dell'Hockey Club Lugano, squadra di cui il padre Ivano fu dapprima assistente allenatore e poi capo allenatore della prima squadra.
Dopo l'esordio in Prima Lega con la maglia dell'Hockey Club Ceresio, dal 2009 fece ritorno in Italia, dove giocò per cinque stagioni con la maglia del Cortina, con cui vinse la Coppa Italia 2011-2012.. Nel Febbraio 2012, ebbe un infortunio extrasportivo che lo costrinse ad un periodo di riabilitazione.
Dalla stagione 2014-2015 tornò in Svizzera firmando, assieme al fratello Michael, un contratto con il Red Ice Martigny in Lega Nazionale B.
Nella stagione 2015-2016, dopo che i Red Ice vennero esclusi dai playoff, passò in prestito al Genève-Servette con cui fece il proprio esordio in Lega Nazionale A.
Dopo l'eliminazione del Martigny dai play-off, nel marzo del 2017 firmò un contratto biennale con l'EHC Olten.
Ad agosto 2018, non prese parte ai primi allenamenti dell'Olten a causa di un problema alla coscia, che (cautelativamente) lo tenne bloccato. Nella stagione sportiva precedente, invece, giocò 58 volte, segnando una rete e 11 assist.

### Nazionale
Nel 2014 esordì con la maglia della Nazionale italiana. Nel 2015 prese parte al mondiale di Prima Divisione disputatosi in Polonia.

## Palmarès

### Club
- Campionato italiano: 1

Cortina: 2022-2023
- Coppa Italia: 1

Cortina: 2011-2012
- Supercoppa italiana: 1

Cortina: 2023

### Individuale
- Maggior numero di reti per un difensore della Serie A: 1

2023-2024 (1 rete)
- Miglior difensore del Campionato mondiale di hockey su ghiaccio - Prima Divisione Gruppo A: 1

Romania 2025
- Top Player on Team del Campionato mondiale di hockey su ghiaccio - Prima Divisione Gruppo A: 1

Romania 2025